# Petko Slavejkov (distrikt i Bulgarien)
Petko Slavejkov (bulgariska: Петко Славейков) är ett distrikt i Bulgarien.   Det ligger i kommunen Obsjtina Sevlievo och regionen Gabrovo, i den centrala delen av landet, 200 km öster om huvudstaden Sofia.
Trakten runt Petko Slavejkov består till största delen av jordbruksmark. Runt Petko Slavejkov är det ganska tätbefolkat, med 111 invånare per kvadratkilometer.